# NGC 6675
NGC 6675 est une galaxie spirale située dans la constellation de la Lyre. Sa vitesse par rapport au fond diffus cosmologique est de 2 363 ± 10 km/s, ce qui correspond à une distance de Hubble de 34,9 ± 2,4 Mpc (∼114 millions d'al). NGC 6675 a été découverte par l'astronome allemand Auguste Voigt en 1865.
La classe de luminosité de NGC 6667 est II-III et elle présente une large raie HI.
À ce jour, neuf mesures non basées sur le décalage vers le rouge (redshift) donnent une distance égale à 40,244 ± 2,808 Mpc (∼131 millions d'al), ce qui est tout juste à l'extérieur des valeurs de la distance de Hubble. Notons cependant que c'est avec la valeur moyenne des mesures indépendantes, lorsqu'elles existent, que la base de données NASA/IPAC calcule le diamètre d'une galaxie et qu'en conséquence le diamètre de NGC 6675 pourrait être d'environ 20,3 kpc (∼66 200 al) si on utilisait la distance de Hubble pour le calculer.